# Australia (albedo)
Australia és una característica d'albedo a la superfície de Mercuri, localitzada amb el sistema de coordenades planetocèntriques a -72.5 ° latitud N i 360 ° longitud E. El nom va ser aprovat per la UAI l'any 1976 i fa referència a una característica d'albedo del quadrangle Bach (H-15).